# Португалія на літніх Олімпійських іграх 2016
Португалія на літніх Олімпійських іграх 2016 була представлена 92 спортсменами в 16 видах спорту.

## Медалісти
| Медалі | Спортсмени     | Вид спорту | Дисципліна      | Дата     |
| ------ | -------------- | ---------- | --------------- | -------- |
| Бронза | Телма Монтейру | Дзюдо      | жінки, до 57 кг | 8 серпня |

## Спортсмени
| Дисципліна                      | Чоловіки | Жінки | Разом |
| ------------------------------- | -------- | ----- | ----- |
| Легка атлетика                  | 8        | 16    | 24    |
| Бадмінтон                       | 1        | 1     | 2     |
| Веслування на байдарках і каное | 6        | 2     | 8     |
| Велоспорт                       | 6        | 0     | 6     |
| Кінний спорт                    | 0        | 1     | 1     |
| Футбол                          | 18       | 0     | 18    |
| Гольф                           | 2        | 0     | 2     |
| Гімнастика                      | 1        | 2     | 3     |
| Дзюдо                           | 4        | 2     | 6     |
| Вітрильний спорт                | 4        | 1     | 5     |
| Стрільба                        | 1        | 0     | 1     |
| Плавання                        | 2        | 3     | 5     |
| Настільний теніс                | 3        | 2     | 5     |
| Тхеквондо                       | 1        | 0     | 1     |
| Теніс                           | 2        | 0     | 2     |
| Тріатлон                        | 3        | 0     | 3     |
| Разом                           | 62       | 30    | 92    |

## Легка атлетика
Легенда
- Note – для трекових дисциплін місце вказане лише для забігу, в якому взяв участь спортсмен
- Q = пройшов у наступне коло напряму
- q = пройшов у наступне коло за добором (для трекових дисциплін - найшвидші часи серед тих, хто не пройшов напряму; для технічних дисциплін - увійшов до визначеної кількості фіналістів за місцем якщо напряму пройшло менше спортсменів, ніж визначена кількість)
- NR = Національний рекорд
- N/A = Коло відсутнє у цій дисципліні
- Bye = спортсменові не потрібно змагатися у цьому колі

Трекові і шосейні дисципліни
Чоловіки
| Спортсмен        | Дисципліна      | Фінал     | Фінал |
| Спортсмен        | Дисципліна      | Результат | Місце |
| ---------------- | --------------- | --------- | ----- |
| Жуан Вієйра      | ходьба на 20 км | 1:23:03   | 31    |
| Жуан Вієйра      | ходьба на 50 км | DNF       | DNF   |
| Сержіу Віейра    | ходьба на 20 км | 1:27:39   | 53    |
| Мігель Карвальо  | ходьба на 50 км | 4:08:16   | 36    |
| Педро Ісідро     | ходьба на 50 км | 4:03:42   | 32    |
| Рікардо Рібас    | Марафон         | 2:38:29   | 134   |
| Руй Педру Сільва | Марафон         | 2:30:52   | 123   |

Жінки
| Спортсменка       | Дисципліна        | Попередній забіг | Попередній забіг | Чвертьфінал | Чвертьфінал | Півфінал         | Півфінал         | Фінал            | Фінал            |
| Спортсменка       | Дисципліна        | Результат        | Місце            | Результат   | Місце       | Результат        | Місце            | Результат        | Місце            |
| ----------------- | ----------------- | ---------------- | ---------------- | ----------- | ----------- | ---------------- | ---------------- | ---------------- | ---------------- |
| Лорен Базоло      | 100 м             | Bye              | Bye              | 11.43       | 4           | Завершила виступ | Завершила виступ | Завершила виступ | Завершила виступ |
| Лорен Базоло      | 200 м             | 23.01            | 4                | Н/Д         | Н/Д         | Завершила виступ | Завершила виступ | Завершила виступ | Завершила виступ |
| Катя Азеведу      | 400 м             | 52.38            | 4                | Н/Д         | Н/Д         | Завершила виступ | Завершила виступ | Завершила виступ | Завершила виступ |
| Марта Пен         | 1500 м            | 4:18.53          | 12               | Н/Д         | Н/Д         | Завершила виступ | Завершила виступ | Завершила виступ | Завершила виступ |
| Карла Роша        | 10000 м           | Н/Д              | Н/Д              | Н/Д         | Н/Д         | Н/Д              | Н/Д              | 32:06.05         | 26               |
| Вера Барбоса      | 400 м з бар'єрами | 57.28            | 6                | Н/Д         | Н/Д         | Завершила виступ | Завершила виступ | Завершила виступ | Завершила виступ |
| Джессіка Аугусто  | Марафон           | Н/Д              | Н/Д              | Н/Д         | Н/Д         | Н/Д              | Н/Д              | DNF              | DNF              |
| Ана Дульсе Фелікс | Марафон           | Н/Д              | Н/Д              | Н/Д         | Н/Д         | Н/Д              | Н/Д              | 2:30:39          | 16               |
| Сара Морейра      | Марафон           | Н/Д              | Н/Д              | Н/Д         | Н/Д         | Н/Д              | Н/Д              | Не фінішував     | Не фінішував     |
| Ана Кебесінья     | ходьба на 20 км   | Н/Д              | Н/Д              | Н/Д         | Н/Д         | Н/Д              | Н/Д              | 1:29:23          | 6                |
| Даніела Кардозу   | ходьба на 20 км   | Н/Д              | Н/Д              | Н/Д         | Н/Д         | Н/Д              | Н/Д              | 1:36:13          | 37               |
| Інеш Енрікеш      | ходьба на 20 км   | Н/Д              | Н/Д              | Н/Д         | Н/Д         | Н/Д              | Н/Д              | 1:31:28          | 12               |

Технічні дисципліни
Чоловіки
| Спортсмен      | Дисципліна        | Кваліфікація       | Кваліфікація | Фінал              | Фінал           |
| Спортсмен      | Дисципліна        | Результат у метрах | Місце        | Результат у метрах | Місце           |
| -------------- | ----------------- | ------------------ | ------------ | ------------------ | --------------- |
| Нельсон Евора  | потрійний стрибок | 16.99              | 4 Q          | 17.03              | 6               |
| Цанко Арнаудов | штовхання ядра    | 18.88              | 29           | Завершив виступ    | Завершив виступ |

Жінки
| Спортсменка          | Дисципліна         | Кваліфікація        | Кваліфікація        | Фінал               | Фінал               |
| Спортсменка          | Дисципліна         | Результат у метрах  | Місце               | Результат у метрах  | Місце               |
| -------------------- | ------------------ | ------------------- | ------------------- | ------------------- | ------------------- |
| Сузана Коста         | потрійний стрибок  | 14.12               | 11 q                | 14.12               | 9                   |
| Патрісія Мамона      | потрійний стрибок  | 14.18               | 9 q                 | 14.65 NR            | 6                   |
| Марта Онофре         | стрибки з жердиною | 4.30                | =24                 | Завершила виступ    | Завершила виступ    |
| Марія Леонор Таварес | стрибки з жердиною | 4.15                | =29                 | Завершила виступ    | Завершила виступ    |
| Іріна Родрігес       | метання диска      | Знявся через травму | Знявся через травму | Знявся через травму | Знявся через травму |

## Бадмінтон
| Спортсмен      | Дисципліна                  | Груповий етап                 | Груповий етап                        | Груповий етап                 | Груповий етап | Вибування          | Чвертьфінал        | Півфінал           | Фінал / БМ         | Фінал / БМ       |
| Спортсмен      | Дисципліна                  | Суперник Результат            | Суперник Результат                   | Суперник Результат            | Місце         | Суперник Результат | Суперник Результат | Суперник Результат | Суперник Результат | Місце            |
| -------------- | --------------------------- | ----------------------------- | ------------------------------------ | ----------------------------- | ------------- | ------------------ | ------------------ | ------------------ | ------------------ | ---------------- |
| Педру Мартіньш | одиночний розряд (чоловіки) | Ng K L (HKG) L (17–21, 18–21) | Джуффре (CAN) L (21–14, 22–24, 6–21) | Н/Д                           | 3             | Завершив виступ    | Завершив виступ    | Завершив виступ    | Завершив виступ    | Завершив виступ  |
| Тельма Сантуш  | одиночний розряд (жінки)    | Li Xr (CHN) L (12–21, 7–21)   | Ван (USA) L (21–18, 10–21, 12–21)    | Л Тань (BEL) L (16–21, 18–21) | 4             | Завершила виступ   | Завершила виступ   | Завершила виступ   | Завершила виступ   | Завершила виступ |

## Веслування на байдарках і каное

### Слалом
| Спортсмен     | Дисципліна   | Попередній раунд | Попередній раунд | Попередній раунд | Попередній раунд | Попередній раунд | Попередній раунд | Півфінал | Півфінал | Фінал  | Фінал |
| Спортсмен     | Дисципліна   | Заплив 1         | Місце            | Заплив 2         | Місце            | Кращий           | Місце            | Час      | Місце    | Час    | Місце |
| ------------- | ------------ | ---------------- | ---------------- | ---------------- | ---------------- | ---------------- | ---------------- | -------- | -------- | ------ | ----- |
| Жозе Карвалью | чоловіки К-1 | 111.01           | 17               | 99.18            | 8                | 99.18            | 11 Q             | 101.04   | 9 Q      | 105.74 | 9     |

### Спринт
Чоловіки
| Спортсмен                                                   | Дисципліна | Заїзди   | Заїзди | Півфінали | Півфінали | Фінал    | Фінал |
| Спортсмен                                                   | Дисципліна | Час      | Місце  | Час       | Місце     | Час      | Місце |
| ----------------------------------------------------------- | ---------- | -------- | ------ | --------- | --------- | -------- | ----- |
| Hélder Silva                                                | К-1 200 м  | 40.578   | 3 Q    | 41.162    | 5 FB      | 40.388   | 13    |
| Фернандо Пімента                                            | Б-1 1000 м | 3:33.140 | 1 Q    | 3:33.420  | 2 FA      | 3:35.349 | 5     |
| Емануел Сілва Жуан Рібейро                                  | Б-2 1000 м | 3:26.284 | 4 Q    | 3:18.099  | 1 FA      | 3:12.889 | 4     |
| Давід Фернандеш Фернандо Пімента Жуан Рібейро Емануел Сілва | Б-4 1000 м | 3:01.498 | 4 Q    | 2:58.233  | 2 FA      | 3:07.482 | 6     |

Жінки
| Спортсменка    | Дисципліна | Заїзди   | Заїзди | Півфінали | Півфінали | Фінал    | Фінал |
| Спортсменка    | Дисципліна | Час      | Місце  | Час       | Місце     | Час      | Місце |
| -------------- | ---------- | -------- | ------ | --------- | --------- | -------- | ----- |
| Франсіска Лая  | Б-1 200 м  | 41.368   | 2 Q    | 41.573    | 5 FB      | 42.695   | 16    |
| Тереза Портела | Б-1 500 м  | 1:56.439 | 3 Q    | 1:58.360  | 4 FB      | 1:58.058 | 11    |

Пояснення до кваліфікації: FA = Кваліфікувались до фіналу A (за медалі); FB = Кваліфікувались до фіналу B (не за медалі)

## Велоспорт

### Шосе
| Спортсмен                    | Дисципліна                         | Час          | Місце        |
| ---------------------------- | ---------------------------------- | ------------ | ------------ |
| Андре Кардосо                | Групова шосейна гонка (чоловіки)   | 6:22:23      | 36           |
| Руй Кошта                    | Групова шосейна гонка (чоловіки)   | 6:12:34      | 10           |
| Хосе Коста Мендес            | Групова шосейна гонка (чоловіки)   | 6:30:05      | 53           |
| Нелсон Олівейра (велогонщик) | Групова шосейна гонка (чоловіки)   | Не фінішував | Не фінішував |
| Нелсон Олівейра (велогонщик) | роздільна шосейна гонка (чоловіки) | 1:14:15.27   | 7            |

### Mountain biking
| Спортсмен      | Дисципліна             | Час          | Місце |
| -------------- | ---------------------- | ------------ | ----- |
| Тьяґу Феррейра | маунтінбайк (чоловіки) | LAP (5 laps) | 39    |
| Давід Роза     | маунтінбайк (чоловіки) | LAP (2 laps) | 44    |

## Кінний спорт

### Конкур
| Спортсмен     | Кінь           | Дисципліна    | Кваліфікація | Кваліфікація | Кваліфікація | Кваліфікація | Кваліфікація | Кваліфікація | Кваліфікація | Кваліфікація | Фінал        | Фінал   | Фінал        | Фінал   | Фінал   | Загалом      | Загалом |
| Спортсмен     | Кінь           | Дисципліна    | Раунд 1      | Раунд 1      | Раунд 2      | Раунд 2      | Раунд 2      | Раунд 3      | Раунд 3      | Раунд 3      | Фінал A      | Фінал A | Фінал B      | Фінал B | Фінал B | Загалом      | Загалом |
| Спортсмен     | Кінь           | Дисципліна    | Штрафні очки | Місце        | Штрафні очки | Загалом      | Місце        | Штрафні очки | Загалом      | Місце        | Штрафні очки | Місце   | Штрафні очки | Загалом | Місце   | Штрафні очки | Місце   |
| ------------- | -------------- | ------------- | ------------ | ------------ | ------------ | ------------ | ------------ | ------------ | ------------ | ------------ | ------------ | ------- | ------------ | ------- | ------- | ------------ | ------- |
| Лучіана Дініз | Fit For Fun 13 | Індивідуальні | 8            | =53 Q        | 0            | 8            | =30 Q        | 5            | 13           | =33 Q        | 4            | =16 Q   | 0            | 4       | =9      | 4            | =9      |

## Футбол

### Чоловічий турнір
Склад команди
Шаблон:Склад чоловічої збірної Португалії з футболу на літніх Олімпійських іграх 2016
Груповий етап
Футбол на літніх Олімпійських іграх 2016 — чоловічий турнір – Group D
Шаблон:Чоловічий турнір з футболу на літніх Олімпійських іграх 2016, гра D2
Шаблон:Чоловічий турнір з футболу на літніх Олімпійських іграх 2016, гра D3
Шаблон:Чоловічий турнір з футболу на літніх Олімпійських іграх 2016, гра D6
Чвертьфінал
Шаблон:Чоловічий турнір з футболу на літніх Олімпійських іграх 2016, гра E1

## Гольф
| Спортсмен        | Дисципліна | Раунд 1   | Раунд 2   | Раунд 3   | Раунд 4   | Загалом   | Загалом | Загалом |
| Спортсмен        | Дисципліна | Результат | Результат | Результат | Результат | Результат | Пар     | Місце   |
| ---------------- | ---------- | --------- | --------- | --------- | --------- | --------- | ------- | ------- |
| Рікардо Гувея    | чоловіки   | 73        | 68        | 76        | 80        | 297       | +13     | 59      |
| Жозе-Філіпе Ліма | чоловіки   | 70        | 70        | 77        | 71        | 288       | +4      | =48     |

## Гімнастика

### Спортивна гімнастика
Жінки
| Спортсменка        | Дисципліна         | Кваліфікація | Кваліфікація | Кваліфікація | Кваліфікація | Кваліфікація | Кваліфікація | Фінал            | Фінал            | Фінал            | Фінал            | Фінал            | Фінал            |
| Спортсменка        | Дисципліна         | Вправа       | Вправа       | Вправа       | Вправа       | Загалом      | Місце        | Вправа           | Вправа           | Вправа           | Вправа           | Загалом          | Місце            |
| Спортсменка        | Дисципліна         | V            | UB           | BB           | F            | Загалом      | Місце        | V                | UB               | BB               | F                | Загалом          | Місце            |
| ------------------ | ------------------ | ------------ | ------------ | ------------ | ------------ | ------------ | ------------ | ---------------- | ---------------- | ---------------- | ---------------- | ---------------- | ---------------- |
| Ана Філіпа Мартінс | Абсолютна першість | 13.366       | 13.666       | 13.833       | 13.433       | 54.298       | 37           | Завершила виступ | Завершила виступ | Завершила виступ | Завершила виступ | Завершила виступ | Завершила виступ |

### Стрибки на батуті
| Спортсмен   | Дисципліна | Кваліфікація | Кваліфікація | Фінал           | Фінал           |
| Спортсмен   | Дисципліна | Результат    | Місце        | Результат       | Місце           |
| ----------- | ---------- | ------------ | ------------ | --------------- | --------------- |
| Діогу Абреу | чоловіки   | 55.855       | 16           | Завершив виступ | Завершив виступ |
| Ана Ренте   | жінки      | 97.885       | 11           | Завершив виступ | Завершив виступ |

## Дзюдо
| Спортсмен      | Категорія            | 1/32 фіналу              | 1/16 фіналу             | 1/8 фіналу              | Чвертьфінали             | Півфінали          | Втішний поєдинок      | Фінал / БМ                | Фінал / БМ       |
| Спортсмен      | Категорія            | Суперник Результат       | Суперник Результат      | Суперник Результат      | Суперник Результат       | Суперник Результат | Суперник Результат    | Суперник Результат        | Місце            |
| -------------- | -------------------- | ------------------------ | ----------------------- | ----------------------- | ------------------------ | ------------------ | --------------------- | ------------------------- | ---------------- |
| Сержіу Олейнік | до 66 кг (чоловіки)  | Зантарая (UKR) W 001–000 | Матео (DOM) L 000–100   | Завершив виступ         | Завершив виступ          | Завершив виступ    | Завершив виступ       | Завершив виступ           | Завершив виступ  |
| Нуну Сарайва   | до 73 кг (чоловіки)  | Унгварі (HUN) L 000–011  | Завершив виступ         | Завершив виступ         | Завершив виступ          | Завершив виступ    | Завершив виступ       | Завершив виступ           | Завершив виступ  |
| Селіо Діас     | до 90 кг (чоловіки)  | Bye                      | Yovo (BEN) L 001–100    | Завершив виступ         | Завершив виступ          | Завершив виступ    | Завершив виступ       | Завершив виступ           | Завершив виступ  |
| Жорже Фонсека  | до 100 кг (чоловіки) | Bakhshi (AFG) W 100–000  | Крпалек (CZE) L 001–010 | Завершив виступ         | Завершив виступ          | Завершив виступ    | Завершив виступ       | Завершив виступ           | Завершив виступ  |
| Жуана Рамуш    | до 52 кг (жінки)     | Н/Д                      | Гасонго (BDI) W 102–000 | Ma Yn (CHN) L 000–100   | Завершила виступ         | Завершила виступ   | Завершила виступ      | Завершила виступ          | Завершила виступ |
| Телма Монтейру | до 57 кг (жінки)     | Н/Д                      | Bye                     | Мануель (NZL) W 002–000 | Сум'яа (MGL) L 000–000 S | Н/Д                | Пав'я (FRA) W 100–000 | Кепріоріу (ROU) W 001–000 | 3                |

## Вітрильний спорт
| Спортсмен             | Дисципліна      | Заплив | Заплив | Заплив | Заплив | Заплив | Заплив | Заплив | Заплив | Заплив | Заплив | Заплив | Заплив | Заплив | Очки | Підсумкове місце |
| Спортсмен             | Дисципліна      | 1      | 2      | 3      | 4      | 5      | 6      | 7      | 8      | 9      | 10     | 11     | 12     | M*     | Очки | Підсумкове місце |
| --------------------- | --------------- | ------ | ------ | ------ | ------ | ------ | ------ | ------ | ------ | ------ | ------ | ------ | ------ | ------ | ---- | ---------------- |
| Жуан Родрігес         | RS:X (чоловіки) | 21     | 10     | 23     | 15     | 15     | 10     | 15     | 12     | 4      | 4      | 12     | 7      | EL     | 148  | 11               |
| Густаво Ліма          | Лазер           | 15     | 15     | 20     | 26     | 15     | 8      | 11     | 28     | 38     | 33     | Н/Д    | Н/Д    | EL     | 175  | 22               |
| Жозе Кошта Жоржі Ліма | Чоловіки's 49er | 4      | 4      | 18     | 6      | 16     | 21     | 11     | 19     | 4      | 9      | 19     | 12     | EL     | 122  | 16               |
| Сара Карму            | Лазер радіал    | 34     | 31     | 22     | 25     | 18     | 13     | 30     | 30     | 26     | 9      | Н/Д    | Н/Д    | EL     | 235  | 27               |

M = Медальний заплив; EL = Вибув – не потрапив до медального запливу

## Стрільба
| Спортсмен  | Дисципліна                                  | Кваліфікація | Кваліфікація | Фінал           | Фінал           |
| Спортсмен  | Дисципліна                                  | Очки         | Місце        | Очки            | Місце           |
| ---------- | ------------------------------------------- | ------------ | ------------ | --------------- | --------------- |
| Жуан Кошта | пневматичний пістолет, 10 метрів (чоловіки) | 578          | 11           | Завершив виступ | Завершив виступ |
| Жуан Кошта | пістолет, 50 метрів (чоловіки)              | 554          | 11           | Завершив виступ | Завершив виступ |

Пояснення до кваліфікації: Q = Пройшов у наступне коло; q = Кваліфікувався щоб змагатись у поєдинку за бронзову медаль

## Плавання
| Спортсмен               | Дисципліна                        | Попередній заплив | Попередній заплив | Півфінал         | Півфінал         | Фінал            | Фінал            |
| Спортсмен               | Дисципліна                        | Час               | Місце             | Час              | Місце            | Час              | Місце            |
| ----------------------- | --------------------------------- | ----------------- | ----------------- | ---------------- | ---------------- | ---------------- | ---------------- |
| Діого Карвалью          | 200 метрів комплексом (чоловіки)  | 2:00.17           | 19                | Завершив виступ  | Завершив виступ  | Завершив виступ  | Завершив виступ  |
| Алексіс Сантуш          | 200 метрів комплексом (чоловіки)  | 1:59.67           | =12 Q             | 2:00.08          | 12               | Завершив виступ  | Завершив виступ  |
| Алексіс Сантуш          | 400 метрів комплексом (чоловіки)  | 4:15.84 NR        | 14                | Н/Д              | Н/Д              | Завершив виступ  | Завершив виступ  |
| Голуб Таміла Григорівна | 800 метрів вільним стилем (жінки) | 8:45.36           | 24                | Н/Д              | Н/Д              | Завершила виступ | Завершила виступ |
| Вікторія Камінська      | 200 метрів комплексом (жінки)     | 2:16.78           | 35                | Завершила виступ | Завершила виступ | Завершила виступ | Завершила виступ |
| Вікторія Камінська      | 400 метрів комплексом (жінки)     | 4:46.03           | 28                | Н/Д              | Н/Д              | Завершила виступ | Завершила виступ |
| Vânia Neves             | марафон 10 кілометрів (жінки)     | Н/Д               | Н/Д               | Н/Д              | Н/Д              | 2:01:39.3        | 24               |

## Настільний теніс
| Спортсмен                                   | Дисципліна                   | Попередній раунд   | Раунд 1            | Раунд 2             | Раунд 3             | 1/8 фіналу          | Чвертьфінали          | Півфінали          | Фінал / БМ         | Фінал / БМ       |
| Спортсмен                                   | Дисципліна                   | Суперник Результат | Суперник Результат | Суперник Результат  | Суперник Результат  | Суперник Результат  | Суперник Результат    | Суперник Результат | Суперник Результат | Місце            |
| ------------------------------------------- | ---------------------------- | ------------------ | ------------------ | ------------------- | ------------------- | ------------------- | --------------------- | ------------------ | ------------------ | ---------------- |
| Tiago Apolónia                              | одиночний розряд (чоловіки)  | Bye                | Bye                | Bye                 | Tokič (SLO) L 1–4   | Завершив виступ     | Завершив виступ       | Завершив виступ    | Завершив виступ    | Завершив виступ  |
| Маркуш Фрейташ                              | одиночний розряд (чоловіки)  | Bye                | Bye                | Bye                 | Йонеску (ROU) W 4–1 | Коу (UKR) W 4–0     | Мідзутані (JPN) L 2–4 | Завершив виступ    | Завершив виступ    | Завершив виступ  |
| Tiago Apolónia Маркуш Фрейташ João Monteiro | командна першість (чоловіки) | Н/Д                | Н/Д                | Н/Д                 | Н/Д                 | Австрія (AUT) L 1–3 | Завершив виступ       | Завершив виступ    | Завершив виступ    | Завершив виступ  |
| Shao Jieni                                  | одиночний розряд (жінки)     | Bye                | Bye                | Zhang (USA) L 0–4   | Завершила виступ    | Завершила виступ    | Завершила виступ      | Завершила виступ   | Завершила виступ   | Завершила виступ |
| Yu Fu                                       | одиночний розряд (жінки)     | Bye                | Bye                | Komwong (THA) L 3–4 | Завершив виступ     | Завершив виступ     | Завершив виступ       | Завершив виступ    | Завершив виступ    | Завершив виступ  |

## Тхеквондо
| Спортсмен    | Категорія           | 1/8 фіналу               | Чвертьфінали       | Півфінали          | Втішний поєдинок   | Фінал / БМ         | Фінал / БМ      |
| Спортсмен    | Категорія           | Суперник Результат       | Суперник Результат | Суперник Результат | Суперник Результат | Суперник Результат | Місце           |
| ------------ | ------------------- | ------------------------ | ------------------ | ------------------ | ------------------ | ------------------ | --------------- |
| Руй Браганса | до 58 кг (чоловіки) | Муньйос (COL) W 14–2 PTG | Піє (DOM) L 1–4    | Завершив виступ    | Завершив виступ    | Завершив виступ    | Завершив виступ |

## Теніс
| Спортсмен               | Дисципліна                  | 1/32 фіналу                           | 1/16 фіналу                       | 1/8 фіналу                         | Чвертьфінали       | Півфінали          | Фінал / БМ         | Фінал / БМ      |
| Спортсмен               | Дисципліна                  | Суперник Результат                    | Суперник Результат                | Суперник Результат                 | Суперник Результат | Суперник Результат | Суперник Результат | Місце           |
| ----------------------- | --------------------------- | ------------------------------------- | --------------------------------- | ---------------------------------- | ------------------ | ------------------ | ------------------ | --------------- |
| Gastão Elias            | одиночний розряд (чоловіки) | Kokkinakis (AUS) W 7–6(7–4), 7–6(7–3) | Джонсон (USA) L 3–6, 4–6          | Завершив виступ                    | Завершив виступ    | Завершив виступ    | Завершив виступ    | Завершив виступ |
| João Sousa              | одиночний розряд (чоловіки) | Haase (NED) W 6–1, 7–5                | del Potro (ARG) L 3–6, 6–1, 3–6   | Завершив виступ                    | Завершив виступ    | Завершив виступ    | Завершив виступ    | Завершив виступ |
| Gastão Elias João Sousa | Парний розряд (чоловіки)    | Н/Д                                   | Martin / Zelenay (SVK) W 6–4, 6–2 | Нестор / Поспішил (CAN) L 1–6, 4–6 | Завершив виступ    | Завершив виступ    | Завершив виступ    | Завершив виступ |

## Тріатлон
| Спортсмен         | Дисципліна | Плавання, 1,5 км | Перехід 1 | Велосипед, 40 км | Перехід 2 | Біг, 10 км | Загалом Time | Місце |
| ----------------- | ---------- | ---------------- | --------- | ---------------- | --------- | ---------- | ------------ | ----- |
| Мігель Аррайолуш  | чоловіки   | 18:44            | 0:50      | 59:04            | 0:35      | 34:57      | 1:53:35      | 44    |
| Жуан Жозе Перейра | чоловіки   | 18:03            | 0:46      | 55:52            | 0:33      | 30:38      | 1:45:52      | 5     |
| Жуан Сілва        | чоловіки   | 18:08            | 0:49      | 56:22            | 0:39      | 35:35      | 1:51:33      | 35    |